# 格雷菲諾

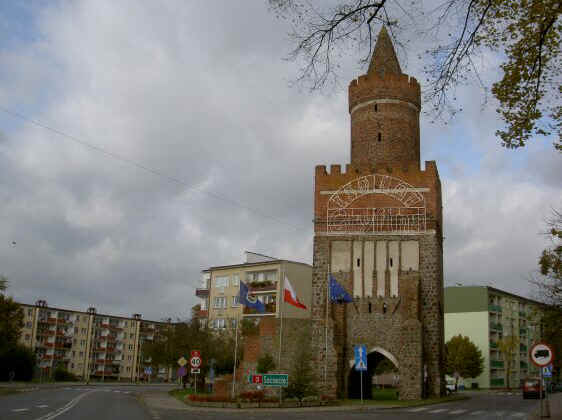

格雷菲諾（波蘭語：Gryfino，格瑞芬哈根）是波蘭的城鎮，位於該國西北部，毗鄰與德國接壤的邊境，由西波美拉尼亞省負責管轄，距離首府斯塞新約20公里。面積9.58平方公里，2021年人口20,792。

## 外部連結
- Jewish Community in Gryfino （页面存档备份，存于） on Virtual Shtetl

53°15′N 14°29′E / 53.250°N 14.483°E